# Anna Czech
Anna Małgorzata Czech z domu Cieślik (ur. 31 maja 1953 w Tarnowie) – polska polityk, menedżer i samorządowiec, posłanka na Sejm VIII kadencji.

## Życiorys
Jest absolwentką Akademii Rolniczej w Krakowie (w 1977 uzyskała tytuł zawodowy magistra inżyniera rolnictwa). Ukończyła także studia podyplomowe w 1990 w Państwowym Zakładzie Higieny oraz w 2002 w Wyższej Szkole Biznesu – National Louis University z siedzibą w Nowym Sączu. Pracowała m.in. w Terenowej Stacji Sanitarno-Epidemiologicznej w Tarnowie, od 1991 jako kierownik oddziału. Pełniła następnie funkcję wojewódzkiego inspektora sanitarnego i dyrektora Wojewódzkiej Stacji Sanitarno-Epidemiologicznej. Od 1997 do 1998 była wojewódzkim inspektorem ochrony środowiska. W 1998 objęła stanowisko dyrektora Szpitala Wojewódzkiego im. św. Łukasza w Tarnowie. Została także prezesem Małopolskiego Związku Pracodawców Zakładów Opieki Zdrowotnej. W 2003 założyła Fundację „Kromka Chleba”, prowadzącą m.in. noclegownię dla osób bezdomnych. Za działalność społeczną wyróżniana przez regionalne i lokalne media oraz władze samorządowe.
Zaangażowała się w działalność polityczną w ramach Prawa i Sprawiedliwości. W 2002, 2006, 2010 i 2014 była wybierana na radną Tarnowa. W 2010 bezskutecznie ubiegała się jednocześnie o miejską prezydenturę.
W wyborach parlamentarnych w 2015 kandydowała do Sejmu w okręgu tarnowskim. Uzyskała mandat posłanki VIII kadencji, otrzymując 11 089 głosów. W wyborach w 2019 nie uzyskała poselskiej reelekcji.
W 2023 została odznaczona Złotym Krzyżem Zasługi.